# Cisplatina
A cisplatina ou cis-diaminodicloroplatina (II) é um agente antineoplásico, citotóxico, relacionado com os alquilantes e desempenha um papel importante no tratamento de diversos tipos de cancro, sendo utilizado na maioria dos protocolos de tratamento de diversas neoplasias, como por exemplo: testículos, ovários, garganta, bexiga, esôfago, entre outros.
A cisplatina é um composto inorgânico, de coordenação planar, que contém um átomo central de platina rodeado por dois átomos de cloro e dois grupos amônia.

## História
A cisplatina foi sintetizada em 1844 por Michel Peyrone, ficando com a designação de cloreto de Peyrone. Em 1893, a sua estrutura foi elucidada por Alfred Werner e, só em 1960, este composto é redescoberto por serendipismo através de experiências realizadas nos laboratórios da Michigan State University, por Barnett Rosenberg et al, que estudavam o efeito de uma corrente elétrica no crescimento bacteriano de Escherichia coli. Estes investigadores chegaram à conclusão que a mitose das bactérias era inibida não por fenômenos elétricos mas por um agente químico –cisplatina. Assim, em 1970 os efeitos da cisplatina foram testados e comprovados em sarcomas implantados artificialmente em ratos, seguidos por testes de toxicidade realizados em animais (cães e macacos). Em 1972 o National Cancer Institute introduz a cisplatina em ensaios clínicos de fase 3. Em 1978 é aprovada pela FDA (Food and Drug Administration) para uso clínico.

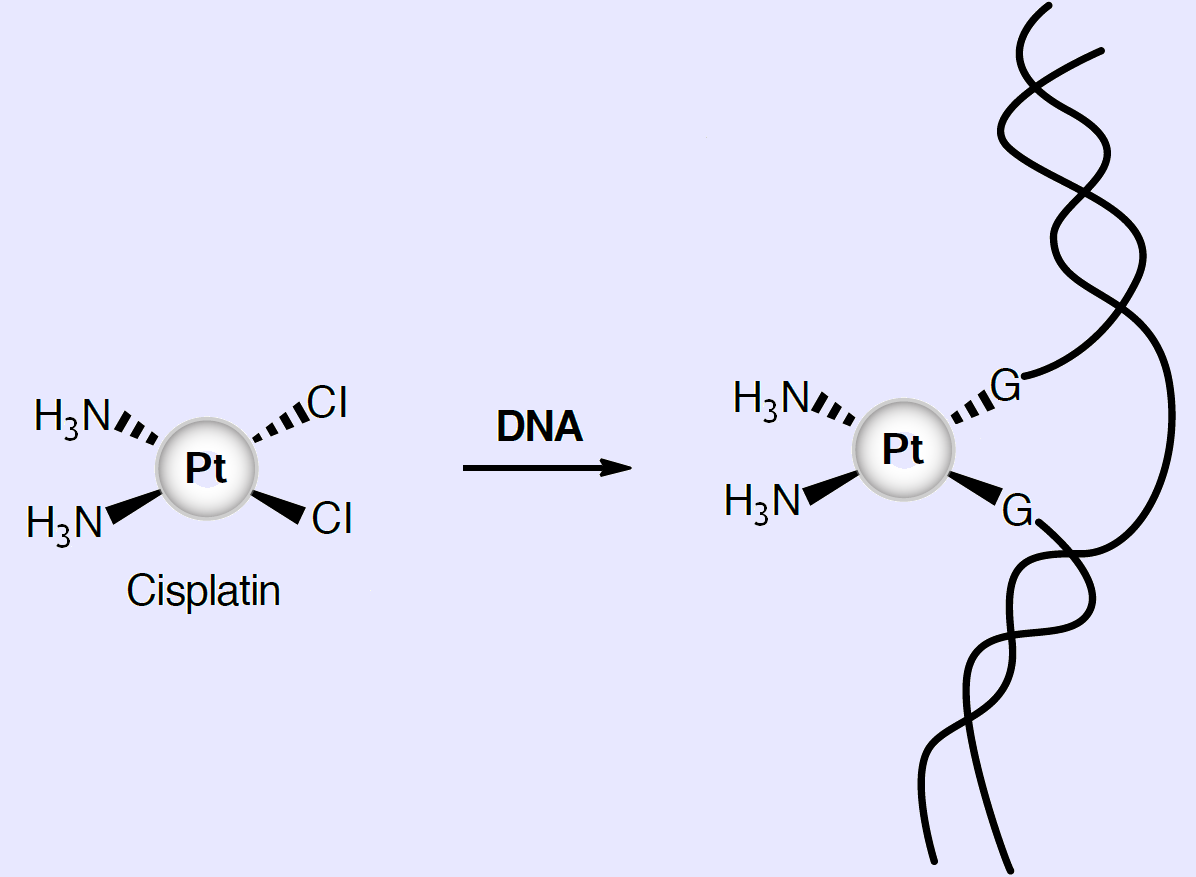
Reacção entre cisplatina e DNA. A cisplatina se intercala no DNA estabelecendo uma ligação coordinativa com duas bases de Guanina.

## Mecanismo de ação
A atividade antitumoral da cisplatina é atribuída à ligação ao DNA, com formação de adutos, originando ligações intra e intercadeias que induzem alterações estruturais. O seu efeito citotóxico é, assim, causado pela inibição da transcrição e replicação, induzindo a apoptose. A síntese de proteínas e RNA também é afetada, mas em menor grau. Estes mecanismos foram intensivamente investigados levando a cisplatina a ser reconhecida como droga para o tratamento de câncer já em 1973. Já o isômero geométrico da cisplatina – transplatina – também forma complexos com o DNA, no entanto, não é efetivo como agente quimioterápico.[carece de fontes?]

## Efeitos secundários
Inerente ao uso da cisplatina estão importantes efeitos secundários:
1. Nefrotoxicidade – é o efeito secundário limitante da dose. Para diminuir o dano renal é importante uma adequada hidratação e diurese.
2. Neurotoxicidade
3. Ototoxicidade – infelizmente não há um tratamento efectivo para prevenir este efeito. Durante o tratamento devem-se realizar análises audiométricas regularmente.
4. Náuseas e vômitos – a cisplatina, tal como os outros agentes antineoplásicos é emetogênica. No tratamento são usados fármacos antieméticos para prevenir este efeito.

## Carcinogenicidade

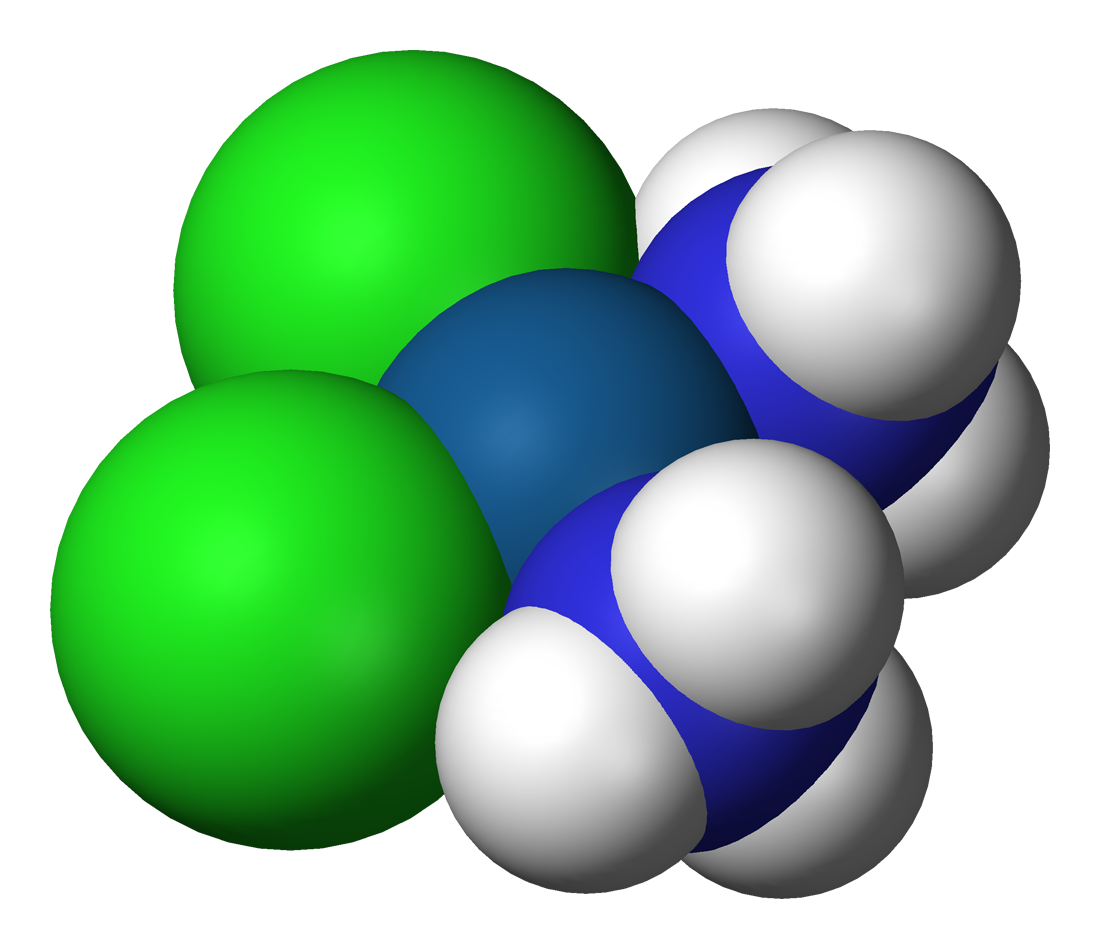
Estrutura espacial da cisplatina.

O potencial carcinogénico da cisplatina ainda não foi inteiramente avaliado. Mas tem-se mostrado carcinogénica em animais.

## Teratogenicidade
A cisplatina é embriotoxica e teratogênica em animais de experiência.

## Mutagenicidade
A cisplatina mostrou ser mutagênica em culturas bacterianas e produz aberrações cromossômicas em células de tecidos animais.

## Resistência
Embora, a cisplatina seja um agente quimioterápico altamente eficaz tem uma limitação – a resistência. Os mecanismos estabelecidos incluem: a redução da acumulação intracelular de cisplatina, níveis intracelulares aumentados de determinadas macromoléculas contendo enxofre, o aumentado da reparação do DNA, alteração da expressão de genes regulatórios e tolerância dos adultos.